# Erika (cantora)
Erika, nome artístico de Erika De Bonis, (Monte San Biagio, 5 de fevereiro de 1984) é uma DJ e cantora de dance music italiana e irmã mais nova de Tristano De Bonis, também conhecido como Magic Box. É casada com o DJ e músico de eurodance DJ Ross.

## História

### Início de carreira
Na adolescência, seu irmão Tristano De Bonis, ou Trix, escrevia as letras da música e Erika apenas cantava. Erika tornou-se uma das vocalistas mais prestigiadas do dance music, com a ajuda de seu primo e produtor musical Rossano Prini. Logo que seu irmão firmou-se na carreira artística, ajudou Erika em sua trajetória, apresentando-a à gravadoras e produtores. Além disso foi uma das principais revelações do italodance da década de 2000 e também se consagrou como dançarina.

### 2001: Relations e Save My Heart
Em 2001, quando Erika tinha 17 anos, "Relations" foi seu primeiro single, escrito por seu irmão Tristano, em seguida, "Save My Heart", single que a colocou na rota da música pop mundial. 

### 2002: Ditto
Produzido por seu irmão, Trix (Magic Box), o single "Ditto" virou o seu maior hit de todos os tempos.

### 2003: I Don't Know
Uma canção dançante, o single "I Don't Know" tornou-se um hit no Brasil e na Europa. A faixa fala sobre questões existenciais. Erika participou de duas edições do Planet Pop Festival, em três anos de realização.
A partir daí, se transformou numa das mais requisitadas artistas da cena dance e passou a se apresentar em vários países.

## Discografia

### Singles
- 2001 "Relations" (TIME/Spy)[7]
- 2001 "Save My Heart" (TIME/Spy)[7]
- 2002 "Ditto" (TIME/Spy)[7]
- 2003 "I Don't Know" (TIME/Spy)[7]
- 2004 "Right Or Wrong" (TIME/Spy)[7]
- 2015 "I Think About You" (Warner Music/Bang Record)
- 2015 "See the Whole World Change" (Warner Music/Bang Record)
- 2019 "Second Of June" (Dj Jump feat. Erika)
- 2020 "Crazy For You" (Bang Record)
- 2020 "Feelings" (Bang Record)

### Compilações
- 2003 I Don't Know/If You (Remixes) (TIME/Spy)
- 2004 Live In Brazil (Building Records)

## Vídeos musicais
- Relations
- Ditto
- I Don't Know
- Right Or Wrong
- I Think About You